# Изместьев, Борис Михайлович
Бори́с Миха́йлович Изме́стьев (род. 15 января 1951) — советский легкоатлет, специалист по бегу на короткие дистанции. Выступал на всесоюзном уровне в 1970-х годах, обладатель бронзовой медали Всемирной Универсиады в Турине, чемпион СССР, победитель и призёр первенств всесоюзного значения, участник международных стартов в составе советской сборной. Представлял Московскую область и Москву, Вооружённые силы.

## Биография
Борис Изместьев родился 15 января 1951 года. Занимался лёгкой атлетикой в Московской области и позднее в Москве, выступал за Советскую Армию.
Первого серьёзно успеха на международном уровне добился в сезоне 1970 года, когда вошёл в состав советской сборной и выступил на Всемирной Универсиаде в Турине, где вместе с соотечественниками Александром Корнелюком, Владиславом Сапея и Валентином Маслаковым завоевал бронзовую награду в зачёте эстафеты 4 × 100 метров, уступив в финале только командам из Польши и Кубы. Позднее также отметился выступлением на впервые проводившемся юниорском европейском первенстве в Париже, но здесь на предварительном квалификационном этапе бега на 100 метров сошёл с дистанции.
В 1971 году в беге на 60 метров выиграл серебряную медаль на первом в истории зимнем чемпионате СССР в Москве, занял четвёртое место на чемпионате Европы в помещении в Софии.
В 1973 году в 60-метровой дисциплине взял бронзу на зимнем чемпионате СССР в Москве, дошёл до стадии полуфиналов на чемпионате Европы в помещении в Роттердаме, установив при этом личный рекорд — 6,77. Кроме того, в этом сезоне в 100-метровой дисциплине выиграл соревнования в помещении в Свердловске. На летнем чемпионате СССР в Москве с московской командой одержал победу в эстафете 4 × 100 метров.
В 1974 году в беге на 100 метров с личным рекордом 10,3 одержал победу на соревнованиях в Москве.
В 1975 году принимал участие в чемпионате страны в рамках VI летней Спартакиады народов СССР в Москве, в эстафете 4 × 100 метров стал серебряным призёром.
В 1976 году с командой Вооружённых силы выиграл серебряную медаль в эстафете 4 × 100 метров на чемпионате СССР по эстафетному бегу в Ереване.
В 1977 году в эстафете 4 × 100 метров стал бронзовым призёром на чемпионате СССР в Москве.